# Ordre des traducteurs, terminologues et interprètes agréés du Québec
 (juin 2023).
Si vous disposez d'ouvrages ou d'articles de référence ou si vous connaissez des sites web de qualité traitant du thème abordé ici, merci de compléter l'article en donnant les références utiles à sa vérifiabilité et en les liant à la section « Notes et références ».
L’Ordre des traducteurs, terminologues et interprètes agréés du Québec (OTTIAQ) est un ordre à titre réservé qui regroupe plus de 2 900 membres aux compétences reconnues, les traducteurs agréés (trad. a.), les terminologues agréés (term. a.) et les interprètes agréés (int. a.). 

## Raison d'être, mission et vision

### Raison d’être
L’OTTIAQ assure la protection du public en octroyant les titres de traducteur agréé, de terminologue agréé et d’interprète agréé, en veillant au respect de son code de déontologie et des normes professionnelles et en mettant en œuvre les mécanismes prévus au Code des professions.

### Mission
L’OTTIAQ,  par son rayonnement et son influence sur les scènes locale, nationale et mondiale, favorise la reconnaissance des titres qu’il octroie.
 Les membres, par leur professionnalisme et en affichant leur titre, contribuent à la reconnaissance de leur compétence.

### Vision
Être l’organisme de référence en matière de traduction, de terminologie et d’interprétation ainsi que le lieu de rassemblement et de perfectionnement incontournable pour les praticiens de ces trois domaines.

## Historique

### Avril 1992
Le Gouvernement du Québec, par l’Office des professions, reconnaît l’importance de la protection du public dans le domaine de la traduction et de l’interprétation en octroyant le statut de Corporation professionnelle à la Société des traducteurs. 
Ainsi, la Société des traducteurs du Québec (STO) devient la Corporation professionnelle des traducteurs et interprètes agréés du Québec (CPTIAQ).
La CPTIAQ octroie des permis d’exercice donnant droit aux titres réservés de traducteur agréé et d’interprète agréé. 

### Octobre 1994
La Corporation change sa désignation et devient l'Ordre des traducteurs et interprètes agréés du Québec (OTIAQ), se conformant ainsi à la Loi modifiant le Code des professions et d'autres lois professionnelles. 

### Juillet 2000
L'Assemblée nationale du Québec ajoute le titre de « terminologues » à la dénomination de l'OTIAQ, qui devient officiellement l'Ordre des traducteurs, terminologues et interprètes agréés du Québec (OTTIAQ). 

### 2008
L’OTTIAQ octroie le premier permis d’exercice à une interprète en langue des signes québécoise (LSQ). 

### 2010
L’OTTIAQ dépasse le nombre de 2 000 membres. L’OTTIAQ confirme ainsi sa position de plus grand regroupement de traducteurs, de terminologues et d’interprètes au Canada.

## Présentation générale
Comme tous les ordres professionnels, l’OTTIAQ a une structure fondée sur le principe de l’autogestion; ses membres participent donc activement à sa gestion. 
L’OTTIAQ regroupe trois professions distinctes. Chacune est représentée au Conseil d'administration. En raison de leur nombre, les traducteurs sont eux-mêmes regroupés en trois régions, soit Montréal, Outaouais et Capitale-Nationale.
L'OTTIAQ est administré par deux instances, le Conseil d'administration et le Comité exécutif. 

### Le Conseil d'administration
Le Conseil d'administration remplit le mandat de protection du public et voit au respect des processus établis par la loi. Il s’occupe de l’administration des affaires de l’Ordre.
Le Conseil d'administration est composé de dix-sept administrateurs. 
Sur ces dix-sept personnes, treize sont membres de l’Ordre, élus au suffrage universel, et quatre sont des administrateurs nommés par l’Office des professions. Ceux-ci exercent les mêmes fonctions et ont les mêmes pouvoirs et obligations, à quelques exceptions près, que les administrateurs élus et ont pour rôle de faire valoir le point de vue du public utilisateur de services professionnels.
Le président de l’Ordre est élu par les administrateurs du Conseil d'administration pour un mandat de un an. Les administrateurs sont élus pour un mandat de deux ans. 

### Le Comité exécutif
Le Comité exécutif gère les affaires courantes de l’Ordre. Ses pouvoirs lui sont délégués par le Conseil d'administration. 
Le Comité exécutif est composé de cinq membres, dont un administrateur nommé par l’Office des professions. 

### Les comités règlementaires
Plusieurs membres de l’Ordre œuvrent bénévolement au sein de comités ou de groupes de travail. La mise en place de certains de ces comités est obligatoire en vertu du Code des professions.
La liste des comités et de leurs membres est publiée dans les dernières pages du rapport annuel de l’Ordre.
Pour mener à bien leur mission de protection du public, tous les ordres professionnels sont constitués des mêmes comités réglementaires :
Conseil de discipline
Le Conseil de discipline est chargé de l’étude de toute plainte formulée contre un membre de l’Ordre ou contre une personne qui a été membre de l’Ordre, pour une infraction aux dispositions du Code des professions ou des règlements adoptés par l’Ordre.
Comité d’inspection professionnelle
Le Comité d’inspection professionnelle a pour fonction de surveiller l’exercice de la profession par les membres de l’Ordre, puisque la surveillance de l’exercice des membres d’un ordre professionnel constitue l’un des outils essentiels de protection du public mis en place par le Code des professions.
Le programme de surveillance générale élaboré par le Comité propose un encadrement des professionnels et s’inscrit dans une démarche d’amélioration continue de la pratique professionnelle des membres.
Chaque année, tous les ordres doivent inspecter une partie de leurs membres. Ces inspections, réalisées par des inspecteurs membres de l’Ordre, sont régies par le Comité d’inspection professionnelle.
Comité de révision
Le Comité de révision de l’Ordre a pour fonction de donner – à toute personne qui le lui demande et qui a demandé au syndic la tenue d’une enquête – un avis relativement à la décision du syndic ou d’un syndic adjoint de ne pas porter une plainte.
Pour déposer une demande de révision, communiquez avec la secrétaire du Comité de révision.
Comité de l’agrément
Bien que le comité ne soit pas obligatoire au sens du Code des professions, il est toutefois un comité essentiel au fonctionnement de l’Ordre. En effet, le Comité de l’agrément a pour mandat d’examiner les demandes d’agrément et d’ajout de combinaisons de langues, qu’il transmet ensuite au Comité exécutif avec recommandation d’acceptation ou de refus.
Conseil d’arbitrage et de conciliation des comptes
Le Conseil d’arbitrage et de conciliation des comptes a pour fonction de traiter les demandes d’arbitrage des comptes des clients qui ont un différend avec un membre de l’Ordre quant aux honoraires demandés pour services professionnels.
Pour déposer une demande d’arbitrage et de conciliation des comptes, communiquez avec la secrétaire du Comité d’arbitrage et de conciliation des comptes. 
Comité de la formation 
Le Comité de la formation a pour mandat d’examiner, dans le respect des compétences respectives et complémentaires de l’Ordre, des établissements d’enseignement universitaire et du ministère de l’Éducation du Québec, les questions relatives à la formation des traducteurs, des terminologues et des interprètes au Québec.
Il est composé de deux représentants de la Conférence des recteurs et des principaux des universités du Québec (CREPUQ), d’un représentant du ministère de l’Éducation  et de deux représentants de l’Ordre des traducteurs, terminologues et interprètes agréés du Québec.

## Protection du public
En tant qu’ordre professionnel, l’OTTIAQ a pour mandat de protéger le public. Il s’en acquitte notamment en : 
•	appliquant des normes d’agrément élevées; 
•	s’assurant que les membres respectent le Code des professions, le Code de déontologie et les divers règlements de l’OTTIAQ; 
•	surveillant l’exercice des professions grâce au programme d’inspection professionnelle,
•	offrant une assurance responsabilité professionnelle à ses membres.
Il est donc avantageux pour le public d’utiliser les services d’un traducteur agréé, d’un terminologue agréé ou d’un interprète agréé, le port du titre étant un gage de qualité. 
Si vous n’êtes pas satisfait des services d’un traducteur, terminologue ou interprète agréé, membre de l’OTTIAQ, vous pouvez porter plainte auprès du syndic. 
Comme tous les ordres professionnels, l'OTTIAQ est chapeauté par l'Office des professions du Québec. L'OTTIAQ fait partie également du Conseil interprofessionnel du Québec. 

## Publications
Circuit est le magazine de l’Ordre des traducteurs, terminologues et interprètes agréés du Québec en format Web. Gratuit, publié quatre fois par année, Circuit porte sur la langue, la communication et la traduction. Chaque numéro propose un dossier thématique sur un sujet d’actualité ainsi que plusieurs chroniques et informations pratiques.
Circuit a remporté deux fois le prix de la meilleure publication nationale en traduction décerné par la Fédération internationale des traducteurs.

## Enjeux réglementaires

### Profession à titre réservé
Selon le Conseil interprofessionnel du Québec, les professions de traducteur, de terminologue et d'interprète sont des professions à titre réservé, ce qui signifie qu'elles font partie d'une catégorie de professionnels dont il est interdit d'usurper le titre, mais dont l'exercice de la profession n'est pas interdit en l'absence de titre, comme c'est le cas pour les professions à exercice exclusif (médecins, avocats, etc.).

### Diplômes reconnus
Les diplômes reconnus par l'OTTIAQ à des fins d'agrément sont énumérés à l'article 1.30 du Règlement sur les diplômes délivrés par les établissements d’enseignement désignés qui donnent droit aux permis et aux certificats de spécialistes des ordres professionnels. Les diplômes que l'OTTIAQ reconnaît sont des baccalauréats spécialisés en traduction (B.A.) et des maîtrises professionnelles en traduction. Parmi les diplômes universitaires qu'il ne reconnaît pas figurent notamment les certificats en traduction, les diplômes d'études supérieures spécialisées (D.E.S.S.) en traduction, les maîtrises de recherche en traductologie ainsi que les doctorats en traduction. Toutefois, il est possible d'attester une équivalence de cours en vue de l'agrément lorsque suffisamment de cours ont été réussis dans le cadre de certificats en traduction ou de diplômes d'études supérieures spécialisées en traduction.